# نگوین تان هوین
نگوین ثان هویان (انگلیسی: Nguyễn Thanh Huyền؛ زادهٔ ۱۲ اوت ۱۹۹۶) بازیکن فوتبال اهل ویتنام است.
وی همچنین در تیم‌های ملی فوتبال زیر ۲۰ سال زنان ویتنام و زنان ویتنام بازی کرده‌است.